# کارینه آروستامیان
کارینه کارنی آروستامیان (ارمنی: Կարինե Կարենի Առուստամյան؛ انگلیسی: Karineh Aroustamyan؛ زادهٔ ۲۳ سپتامبر ۱۹۵۳) پزشک زنان، ماما اهل ارمنستان است.

## زندگی‌نامه
وی در ۲۳ سپتامبر ۱۹۵۳ به دنیا آمد و از دانشگاه پزشکی دولتی ایروان فارغ‌التحصیل گشت. وی همچنین برنده جوایزی همچون جایزه رئیس‌جمهور جمهوری ارمنستان (جایزه پوغوسیان) (۲۰۰۸) شد.

## یادداشت
1. ↑  բժշկական գիտությունների դոկտոր